# Sociale werkplaats

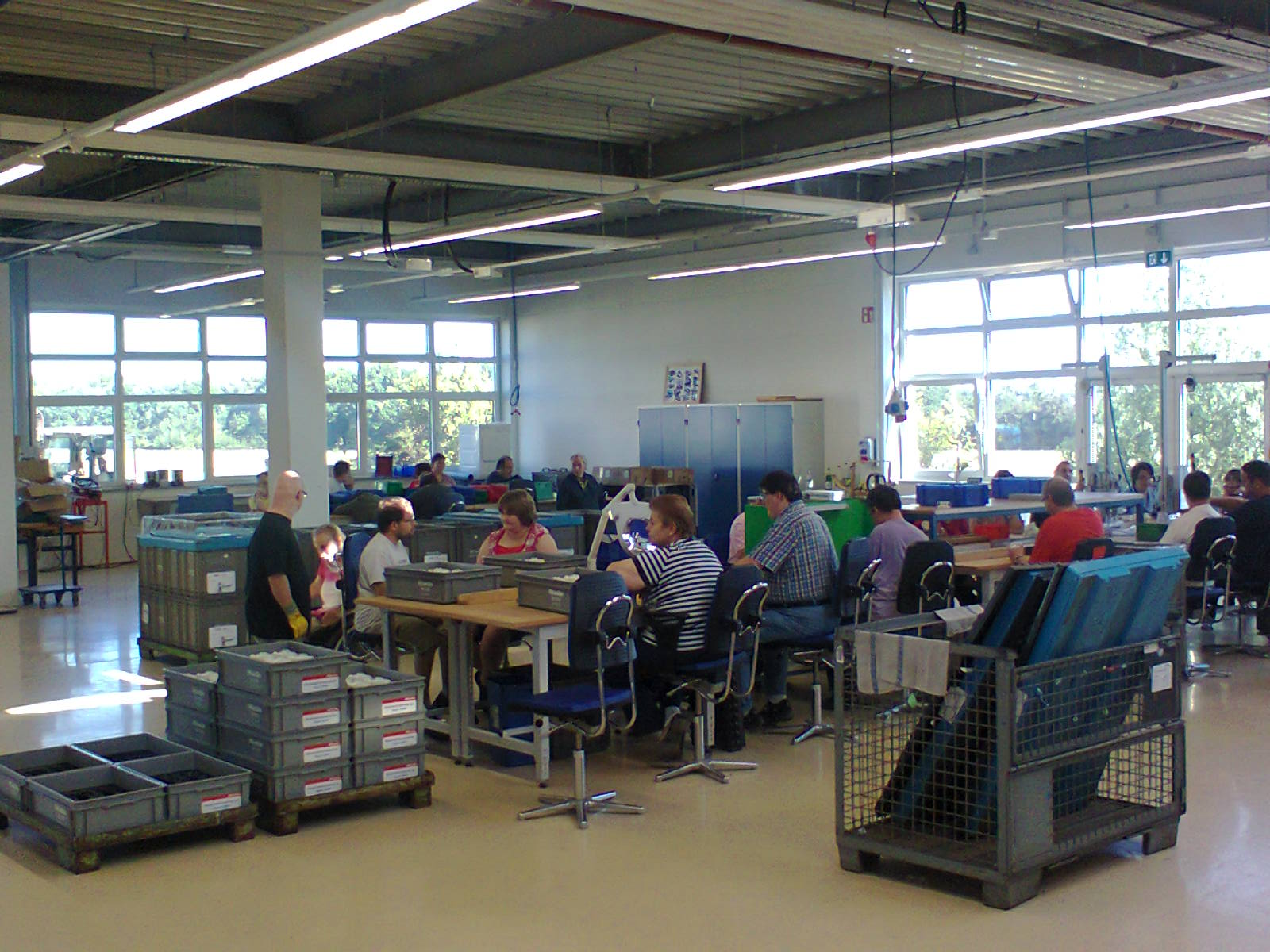
Werkplaats in Ülpenich in 2013

Een sociale werkplaats of beschutte werkplaats is een bedrijf dat werkplekken biedt aan mensen die geen werk vinden in een regulier bedrijf, zoals langdurig werklozen en mensen met een verstandelijke, lichamelijke, psychische of andere beperking.
Werknemers met een beschutte werkplek krijgen meer begeleiding en aanpassing van hun werkplek dan van een reguliere werkgever is te verwachten. De werkzaamheden kunnen eenvoudig werk zijn, maar ook hoogwaardig productiewerk.

## België
Vlaanderen kende tot eind 2018 beschutte werkplaatsen voor werknemers met een handicap en sociale werkplaatsen voor laaggeschoolde langdurig werklozen. Sinds 2019 worden deze beiden maatwerkbedrijven genoemd. In Wallonië en Franstalig Brussel spreekt men van een entreprise de travail adapté (onderneming voor aangepast werk) of atelier protégé (beschermde werkplaats).

## Nederland
In Nederland is de mogelijkheid tot beschut werk opgenomen in artikel 10b van de Participatiewet uit 2015. Een aangepast Besluit advisering beschut is eind februari 2017 in werking getreden.  De gemeenten moeten op termijn in totaal 30.000 beschutte werkplekken realiseren.
Mensen kunnen een beschutte werkplek krijgen als ze dit aanvragen bij het UWV en het UWV hiervoor positief advies afgeeft. De gemeente speelt geen rol in deze beslissing en mag alleen een plek weigeren als het maximum aantal beschutte plekken voor die gemeente is bereikt. 
Vóór 2019 sprak men van sociale werkvoorziening- of SW-bedrijven. Voorwaarde was dat men over een Wsw-indicatie beschikte. Sinds de Participatiewet in 2015 inwerktrad is er geen Wsw-instroom meer in de SW-bedrijven. Alleen mensen die op 31 december 2014 een vast contract hadden, hebben hun plaats gehouden.

### België
- "Wat zijn maatwerkbedrijven?", Sociale Economie Vlaanderen (YouTube-video)
- Groep Maatwerk

### Nederland
- "Beschut werk voor mensen met een arbeidsbeperking", Rijksoverheid
- "Beschut werken", Programmaraad